# سایوز تی‌ام‌ای-۱۱
سایوز-تی‌ام‌ای-۱۱ (به روسی: Союз )(به معنای اتحاد) یک مأموریت سرنشین دار سازمان ملی فضانوردی روسیه به سمت ایستگاه فضایی بین‌المللی محسوب می‌شود.

همچنین فضاپیمای این مأموریت وظیفه ارسال و بازگرداندن تعدادی از فضانوردان گروه اعزامی ۱۶ را نیز بر عهده داشت. هنگام بازگشت به دلیل مشکلات پیش آمده برای ماژول فرود، فضانوردان به شکل بالستیک وارد جو زمین شدند. رئیس وقت روسکوسموس با تأکید بر اینکه سخنانش تبعیض نیست، مدعی شده بود که وجود دو فضانورد زن در هنگام فرود و بروز برخی رفتارهای غیرحرفه ای موجب این حادثه شده است. این اولین بار بود که دو زن همزمان در یک فضاپیمای سایوز در حال انجام مأموریت بودند. هرچند در نهایت علت اصلی حادثه مشخص نشد اما رئیس روسکوسموس این حادثه را عدم کارکرد صحیح یکی از پیچ‌های مدول سرویس و کارکرد ناصحیح آن در عملیات جداسازی عنوان کرد.

## خدمه مأموریت
| شماره | نام           | ملیت                | تعداد پرواز | نقش عملیاتی  | تصویر |
| ۱     | یوری مالنچنکو | روسیه               | ۴           | فرمانده      |       |
| ۲     | پگی ویتسون    | ایالات متحده آمریکا | ۲           | مهندس پرواز  |       |
| ۳     | شیخ مظفر شکور | مالزی               | ۱           | گردشگر فضایی |       |

## نگارخانه

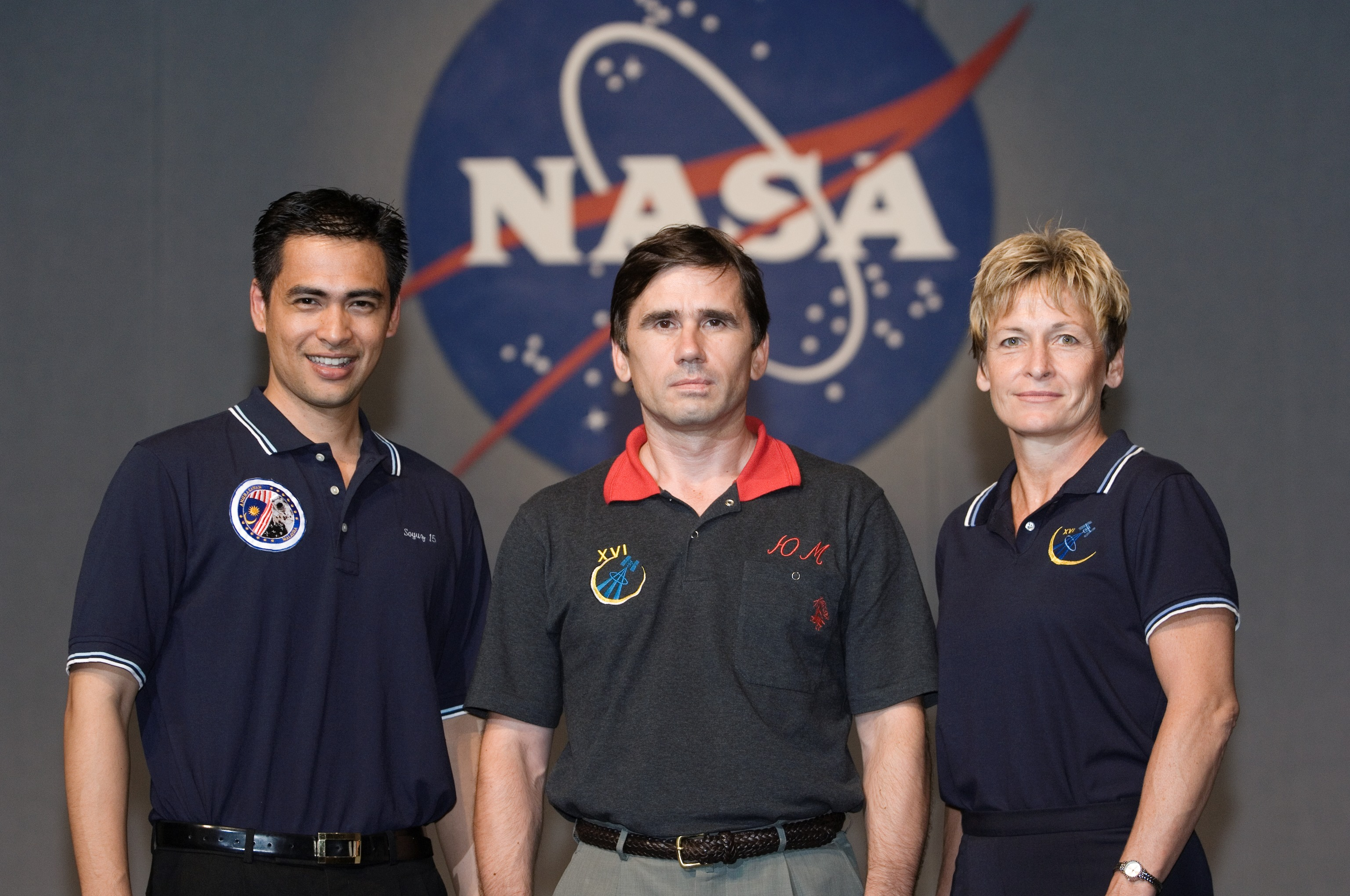
فضانوردان تی‌ام‌ای-۱۱
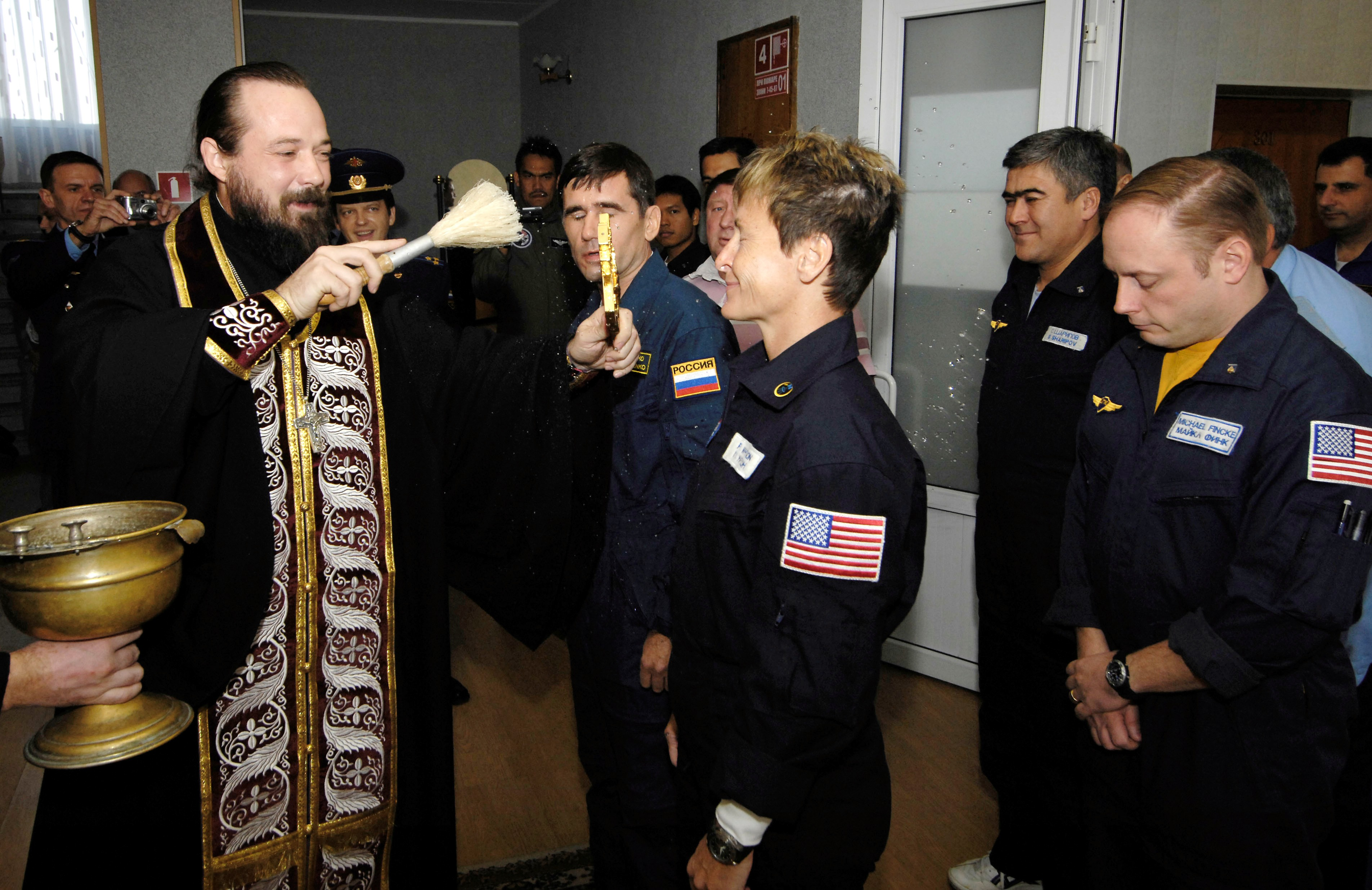
فضانوردان تی‌ام‌ای-۱۱ توسط کشیش‌ها تقدس می‌شوند
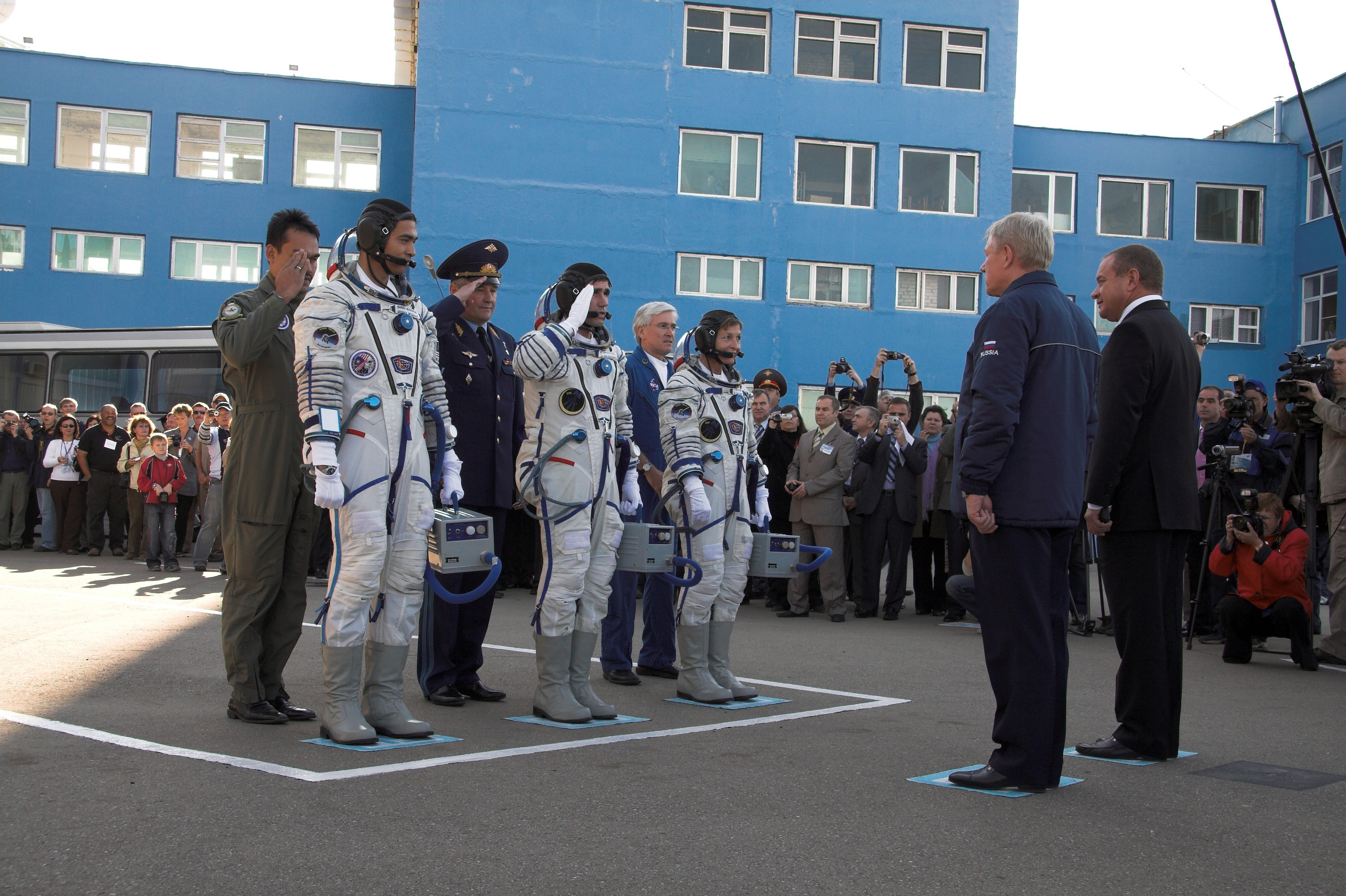
پیش به سوی پرواز
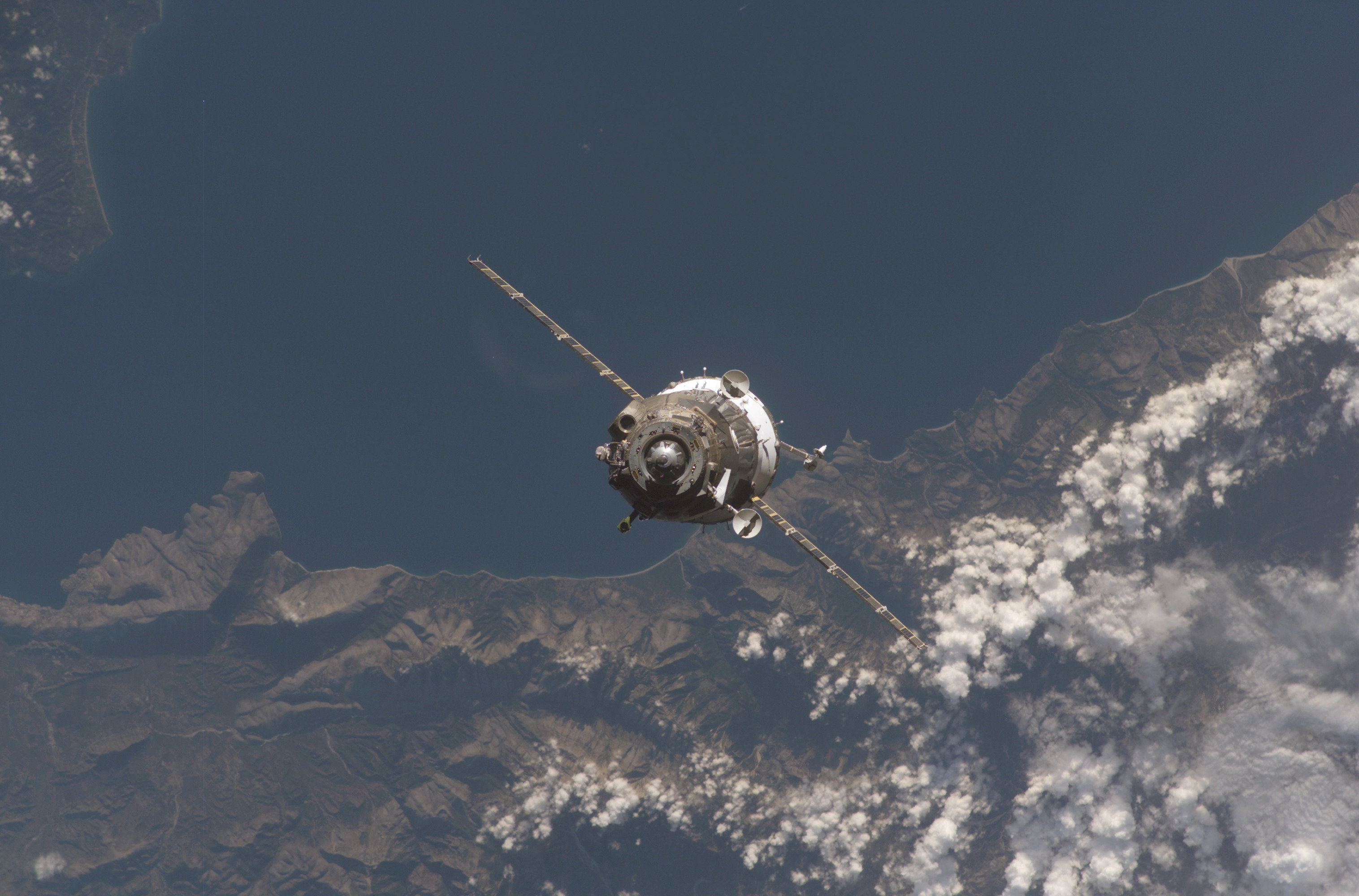
تی‌ام‌ای-۱۱ به ایستگاه نزدیک می‌شود
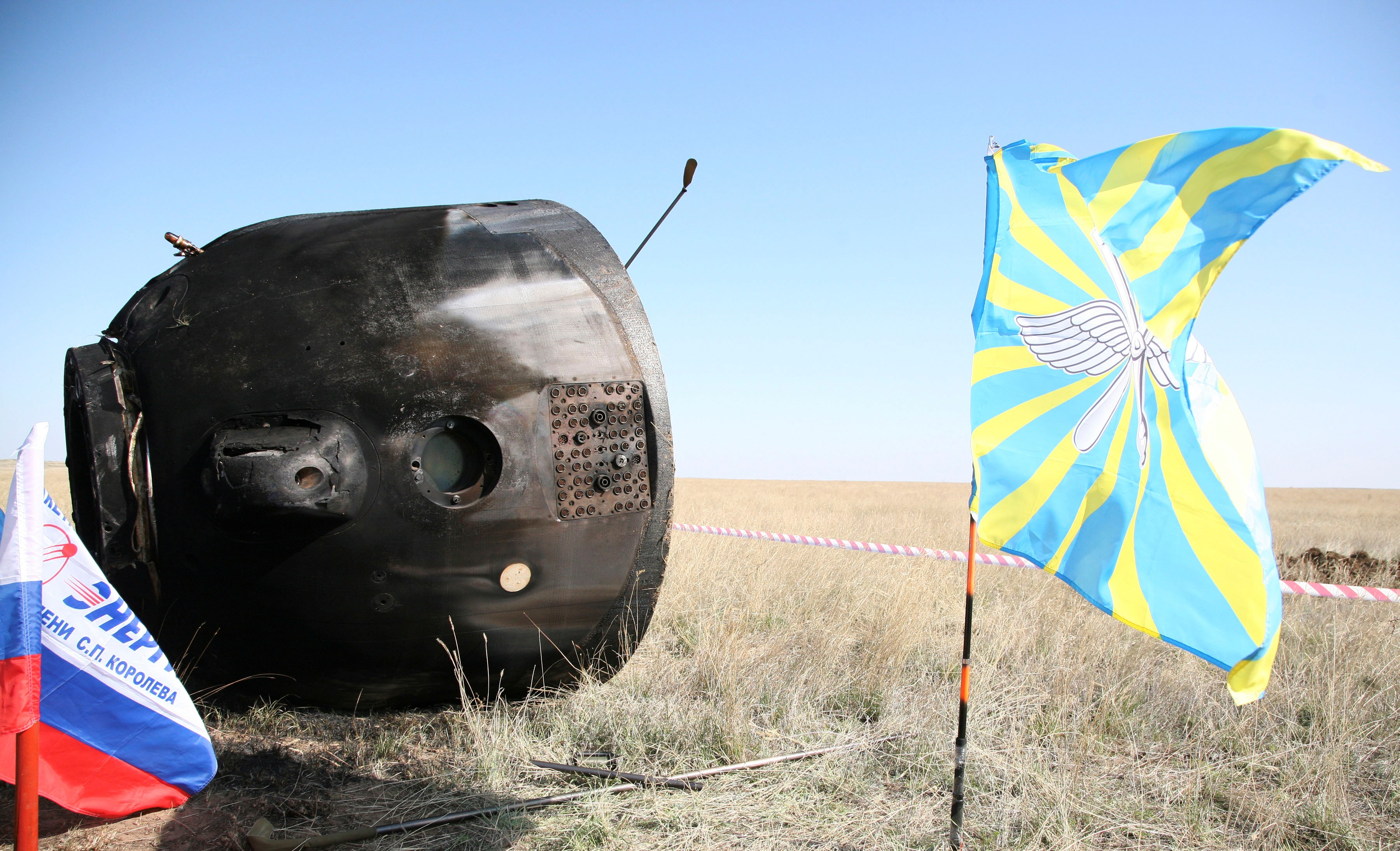
ماژول فرود تی‌ام‌ای-۱۱